# 전삼혜
전삼혜(全三惠, 1987년 10월 27일 ~ )는 대한민국의 소설가이다. 2010년 대산대학문학상으로 등단했다. 작품으로 장편소설 『날짜변경선』과 『내일의 무게』(공저) 『어쩌다 보니 왕따』(공저) 『조용한 식탁』(공저)이 있다. 2019년 한국과학소설작가연대의 부대표로 취임했다.

## 약력
1987년 서울에서 태어났다. 고등학교 때는 온라인 게임 마비노기의 팬픽을 쓰며 공모전에서 수상도 하였다. '직업을 무엇으로 가지든 글을 쓰고 싶다'는 생각으로 명지대학교 문예창작학과에 진학하였다. 본래는 순문학을 지망했으나 김보영 작가의 〈0과 1 사이〉를 읽고 SF 소설을 쓰기로 하였다. 대학 재학 중 2009년 단편 〈딱〉으로 제8회 대산대학문학상 소설부문을 수상하였다. 2011년 고등학생들의 백일장을 소재로 한 첫 장편소설 《날짜변경선》을 출간하였다.

## 저작 목록

### 장편소설
- 날짜변경선(2011)
- 전지적 마왕 시점
- 궤도의 밖에서, 나의 룸메이트에게

### 중편소설
- 붉은 실 끝의 아이들(2022)

### 단편집
- 소년소녀 진화론(2015)